# Ернані (опера)
Ернані (італ. Ernani) — опера Джузеппе Верді в жанрі drama lirico у чотирьох діях на італійське лібрето Франческо Марія П'яве, засноване на трагедії «Ернані, або Іспанська честь» Віктора Гюго. Прем'єра відбулася 9 березня 1844 року у театрі Ла Феніче у Венеції.

## Історія створення
Восени 1843 року Верді розпочав роботу над новою оперою «Ернані» за однойменною п'єсою Віктора Гюго для венеціанського театру Ла Феніче. Для роботи над лібрето театр порекомендував композитору поета Франческо Марію П'яве. Верді був настільки натхненний п'єсою Гюго, що сам склав план опери, продумав список дійових осіб, розробив окремі сцени. Таким чином, завдання П'яве обмежувалося лише написанням віршованого тексту для лібрето. Опера була створена композитором дуже швидко протягом приблизно місяця. Подібні старання виправдали себе: на оперу чекав великий успіх — вона була поставлена майже у всіх театрах Італії.

## Дійові особи
| Роль                                                             | Голос   |
| ---------------------------------------------------------------- | ------- |
| Ернані, розбійник                                                | тенор   |
| Дон Карлос, пізніше Карл V, імператор Священної Римської імперії | баритон |
| Дон Руй Гомес де Сільва, іспанський вельможа                     | бас     |
| Ельвіра, його племінниця та наречена                             | сопрано |
| Джованна, її няня                                                | сопрано |
| Дон Рікардо, зброєносець дона Карлоса                            | тенор   |
| Яго, зброєносець Сільви                                          | бас     |

## Сюжет
Дія опери розгортається в Арагоні, Аахені та Сарагосі 1519 року.

#### Дія I («Бандит»)

##### Сцена I
Ватажок бандитської зграї Ернані (під цим ім'ям ховається іспанський дворянин Хуан Арагонський) закоханий у Донну Ельвіру, яка кохає його взаємно, проте возз'єднанню молодих заважає старий граф Сільва, дядько дівчини, який надумав одружитися з нею. Ернані просить у своїх товаришів допомоги у викраденні Ельвіри.
Сподвижники розпочинають оперу знаменитою застільною піснею. Ернані співає арію, що вихваляє його кохану Ельвіру; його соратники запевняють його, що допоможуть викрасти цю даму, і всі вони вирушають силою взяти замок.

##### Сцена ІІ
Замок граф де Сільва. Донна Ельвіра очікує повернення графа, з тугою думаючи про майбутнє весілля. Їй ненависна думка, що незабаром вона стане дружиною де Сільва — її серце давно віддано Ернані. Несподівано в кімнаті Ельвіри з'являється Дон Карлос, король Кастилії, котрий також закоханий у дівчину. Він зізнається Ельвірі у коханні. У цей момент у кімнату вривається Ернані. Дон Карлос здивований, проте намагається приховати своє здивування і пропонує хлопцеві втекти, доки його не схопила варта. Ернані з обуренням відкидає пропозицію. У кімнату входить Сільва, що повернувся, він розлютований. Старий закликає вірних васалів бути свідками завданого йому безчестя і оголює меч, готуючись до бою (бо Дон Карлос встиг прикритися плащем, Сільва не впізнає його). Зброєносець Дона Карлоса Рікардо розкриває інкогніто свого пана. Сільва змушений підкоритися та відступити. На знак свєї симпатії Карлос залишається у його будинку. Розуміючи, що план викрадення зірвано, Ернані залишає замок Сільви, попереджаючи Карлоса, що не відмовився від своїх планів помсти (батько Ернані був убитий за наказом попереднього короля Кастилії). Тим часом розум Карлоса зайнятий іншим, — помер імператор — і незабаром він стане новим імператором Священної Римської імперії.

#### Дія II («Гість»)
У замку Сільви йде приготування до весілля, але думки Ельвіри лише про Ернані: вона думає, що юнакові не вдалося втекти і слуги Карлоса схопили його, проте це не так. Ернані, переодягнений ченцем, знову приходить до замку Сільви. Побачивши Ельвіру одягненою у вінчальну сукню, він розуміє, що тепер йому не вдасться викрасти дівчину і, забуваючи про небезпеку, розкриває своє інкогніто. Пов'язаний законами гостинності Сільва не може вбити Ернані і вирішує залишити його у своєму будинку, проте, розуміючи яка небезпека загрожує йому та його володінням, якщо слуги короля виявлять утікача, поспішає зміцнити підступи до свого замку. Залишені наодинці кохані визнають свої почуття. Сільва, що повернувся, застає Ельвіру та Ернані в обіймах один одного. Розлючені цією сценою він загрожує юнакові страшною помстою. Його пристрасне мовлення перериває повідомлення про те, що Карлос вже біля воріт замку. Він закликає Сільву відкрити йому, де знаходиться Ернані, проте старий, вірний своїм принципам, як і раніше, зберігає мовчання і не розкриває таємниці. Розуміючи, що загрозами нічого не добитися, Карлос відбирає у Сільви шпагу і веде Ельвіру у свої володіння.
Щойно Карлос покидає замок, Сільва випускає Ернані з потайної кімнати, де той був весь цей час. Пам'ятаючи про свою образу, старий гранд викликає юнака на дуель, проте Ернані відмовляється — у них тепер є спільний ворог, Дон Карлос — і їм варто об'єднати зусилля, щоб урятувати Ельвіру. В обмін на допомогу Ернані пропонує своє життя. Він вручає графу мисливський ріг: після того, як усе закінчиться, Сільве лише треба протрубити в цей ріг, і Ернані сам перерве своє життя, Сільва погоджується.

#### Дія III («Милосердя»)
Гробниця короля Карла Великого в Аахені. Карлос, якому повідомили, що змовники зберуться саме в цьому місці, вирішує дочекатися їхньої появи і дізнатися, що вони задумали. Незабаром біля гробниці збираються заколотники: Ернані, Сільва та їхні прихильники. Вони вирішують, що Дон Карлос повинен бути убитий, жереб виконати задумане падає на Ернані. Сільва пропонує свою кандидатуру як убивцю, однак юнак непохитний, він і тільки він уб'є короля. Лунає гарматний залп — так сповіщають про вибір нового імператора, ним став король Кастилії Карлос. У цей же момент Карлос виходить із гробниці, його оточує натовп виборщків та слуг, до них приєднується й Донна Ельвіра. Імператор має намір розправитися із змовниками; Ернані спокійно сприймає свою долю. Він, син іспанського гранда, зустріне свою смерть. Ельвіра волає до милосердя Карлоса. Після недовгого вагання імператор прощає бунтівників і погоджується на шлюб Ернані, тепер уже герцога Хуана Арагонського, та Донни Ельвіри. Сільва, що втратив усе, клянеться помститися.

#### Дія IV («Маскарад»)
Замок Ернані в Арагоні. Пара одружується, і здається, що щастю молодих вже ніщо не загрожує. Але Сільва не забув про договір, укладений з Ернані. Несподівано лунають звуки горна, і Ернані, почувши цю сумну мелодію, розуміє, що йому не втекти від помсти старого гранда. Раптом з'явився в саду де Сільва пропонує йому на вибір отруту або кинджал, Ернані вибирає кинджал. Ельвіра, бачачи смерть чоловіка, намагається заколоти себе, проте Сільва не дає їй цього зробити.